# Slanský hradný vrch
Slanský hradný vrch je přírodní rezervace na jihovýchodním Slovensku, blízko maďarských hranic.
Nachází se v katastrálním území obce Slanec v okrese Košice-okolí v Košickém kraji. Území bylo vyhlášeno či novelizováno v letech 1933, 1983 na rozloze 15,81 ha. Ochranné pásmo nebylo stanoveno. Předmětem ochrany je "andezitový skalnatý vrch s hradní zříceninou na jižních výbežkách Slanských vrchů". Stará dubovo-buková hradní alej, xerotermní flóra a fauna